# Mordella pulchra
Mordella pulchra es una especie de coleóptero de la familia Mordellidae.

## Distribución geográfica
Habita en Sídney (Australia).